# Абышево (Кемеровская область)
Абышево — село в Промышленновском районе Кемеровской области. Входит в состав Падунского сельского поселения.

## География
На реке Ине. Центральная часть населённого пункта расположена на высоте 156 метров над уровнем моря.

## История
Основано в XVII веке крестьянином-переселенцем Абышевым, по фамилии которого и названо. До 1917 года именовалось Абышева. Существовало и параллельное название — Фрол, данное по личному имени одного из крестьян-переселенцев. Со временем имя Фрол было утрачено.

## Население
| Год учёта | Статистические сведения | Статистические сведения | Статистические сведения                                                                   |
| Год учёта | Население               | Домохозяйства           | Объекты социально-экономического и культурного назначения                                 |
| --------- | ----------------------- | ----------------------- | ----------------------------------------------------------------------------------------- |
| 1859      | 289                     | 55                      | н/св.                                                                                     |
| 1911      | 694                     | 138                     | мельница                                                                                  |
| 1968      | 543                     | 144                     | начальная школа, клуб, библиотека, медпункт, сельсовет, центральная усадьба колхоза «Мир» |

По данным Всероссийской переписи населения 2010 года, в селе Абышево проживает 731 человек (356 мужчин, 375 женщин).